# Tourterelle orientale
Streptopelia orientalis
Espèce
Statut de conservation UICN

 LC  : Préoccupation mineure
La Tourterelle orientale (Streptopelia orientalis) est une espèce d'oiseaux appartenant à la famille des Colombidés.

## Dénomination
Espèce décrite par l'ornithologue britannique John Latham en 1790, sous le nom de Streptopelia orientalis

### Nom vernaculaire
- Tourterelle orientale

## Description
Cette espèce a un plumage très semblable à celui de son homologue européenne, la Tourterelle des bois. Elle est un peu plus grande que cette espèce en particulier dans le cas d’orientalis, environ de la même taille qu'une Tourterelle turque. Elle partage avec elle la tache à rayures blanches et noires sur le côté du cou, mais la poitrine est moins rose et les plumes brun-orange des ailes des Tourterelles des bois sont remplacées par une teinte brune, plus sombre et des centres noirs.
La queue est pointue comme celle de la Tourterelle des bois, mais S. o. orientalis a du gris à l'extrémité de la queue alors que chez S. o. meena la pointe est blanche comme chez la Tourterelle des bois. Le vol est plus lent et plus direct que celui de sa parente. L'appel est très différent du roucoulement de la Tourterelle des bois. C'est un sa-sa-oo-oo.

## Nidification

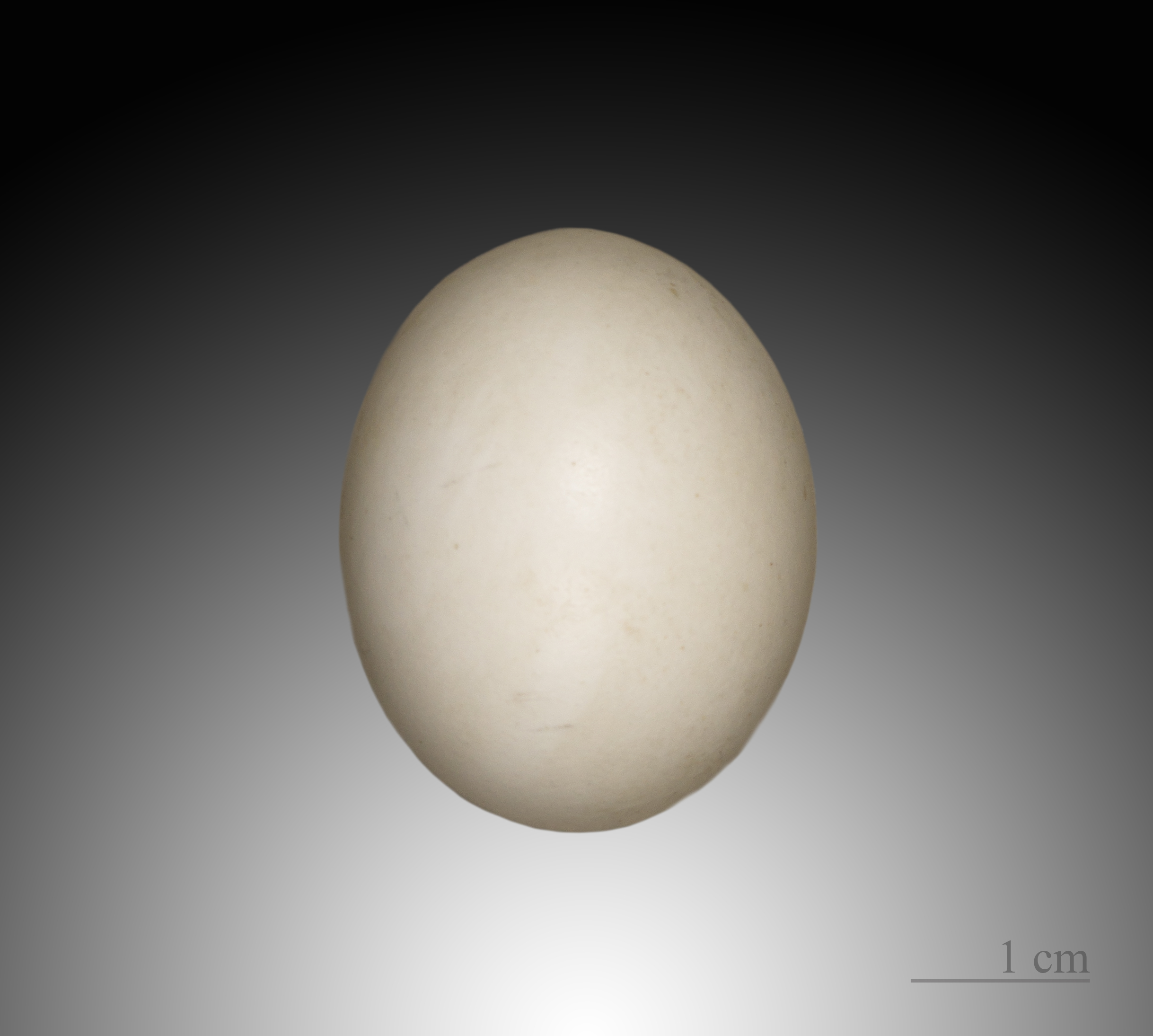
Œuf de Streptopelia orientalis - Muséum de Toulouse

La femelle pond deux œufs blancs, comme pour tous les pigeons et tourterelles, dans un nid de brindilles placé à faible hauteur (1 à 4 m) dans un arbre ou le plus souvent dans un buisson.

## Sous-espèces
Selon Alan P. Peterson, il existe 6 sous-espèces :
- Streptopelia orientalis agricola (Tickell 1833) légèrement plus rousse que la sous-espèce type ;
- Streptopelia orientalis erythrocephala (Bonaparte 1855) plus rousse également mais aussi plus petite ;
- Streptopelia orientalis meena (Sykes 1832) au plumage plus brillant et une bande terminale blanche à la queue et vivant dans les forêts claires d'Asie centrale. Les populations les plus méridionales sont sédentaires, mais la plupart des autres migrent vers le sud au Pakistan, en Inde, en Asie du Sud et au sud du Japon en hiver. Cette sous-espèce se perd quelquefois dans le nord et l'ouest de l'Europe ;
- Streptopelia orientalis orientalis (Latham 1790), la sous-espèce type, vit dans la taïga sibérienne centrale et se rencontre rarement dans l'ouest de l'Alaska et la Colombie-Britannique ;
- Streptopelia orientalis orii Yamashina 1932 plus terne, vivant sur Taïwan ;
- Streptopelia orientalis stimpsoni (Stejneger 1887) avec le dessous du corps plus foncé, vivant sur les îles Ryūkyū.